# 바이셰시카 학파
바이셰시카 학파(산스크리트어: Vaiśeṣika, 팔리어: Visesikā, 영어: Vaisheshika)는 힌두교의 정통 육파철학 중의 하나로, 승론(勝論)으로 한역(漢譯)되어 승론 학파(勝論學派)라고도 불린다. 전통에 따르면, 바이셰시카 학파는 기원전 1세기경에 카나다(Kanada: 우르카 또는 카나브주라고도 한다)에 의해 성립되었다고 한다. 그러나 창시자 카나다의 이름으로 전해지는 《바이셰시카 수트라》는 이보다 후대에 성립된 것으로 여겨지고 있다.
바이셰시카 학파는 실체[實, dravya, substance] · 성질[德, guṇa, quality] · 운동[業, karma, activity] · 보편[同, sāmānya, generality] · 특수[異, viśeṣa, particularity] · 결합[和合, samavāya, inherence]의 여섯 가지의 원리 또는 범주[六句義]를 세워서 현상계, 즉 우주의 여러 사물의 구성을 밝힌다. 그리고 이들 여섯 원리 중 첫 번째 원리인 실체에는 흙 · 물 · 불 · 공기 · 아카사 · 시간 · 공간 · 아트만 · 마나스의 아홉 가지가 있다고 말한다.

## 명칭
학파의 명칭인 바이셰시카(Vaiśeṣika)는 특수 또는 구별을 뜻하는 비셰사(viśeṣa)라는 낱말에서 유래한 것으로, 이 학파가 세계 즉 현상계를 실체[實, dravya, substance] · 성질[德, guṇa, quality] · 운동[業, karma, activity] · 보편[同, sāmānya, generality] · 특수[異, viśeṣa, particularity] · 결합[和合, samavāya, inherence]의 여섯 가지의 원리 또는 범주[六句義]로 구별하여 설명하기 때문에 생긴 명칭이다. 그러나 중국에서는 바이셰시카(Vaiśeṣika)라는 말을 수승(殊勝) 즉 '뛰어나다'는 뜻으로 이해하였고 이에 따라 승론(勝論)이라 불리고 있다.

## 개요
바이셰시카 학파의 교의 또는 철학은 자이나교의 영향을 받아 실재론적인 경향이 강하며 브라만교의 신학적 요소보다도 자연철학적인 색채가 짙다. 모든 사물을 실체와 속성으로 나누고 이를 실체 · 성질 · 운동 · 보편 · 특수 · 결합의 6개 원리 또는 범주(範疇: 句義)로 설명하였다.
실체로는 자연 · 생물 등 우주의 만물을 구성하는 요소인 흙 · 물 · 불 · 공기 · 아카사(공 · 허공 · 에테르) · 시간 · 공간 · 아트만(我) · 마나스(意)의 아홉 가지가 있다. 흙 · 물 · 불 · 공기는 인(因) 상태로는 원체(元體: 으뜸이 되어 더 이상 나눌 수 없는)의 미진(微塵: 미세 입자)으로서 불변이며 흙에는 향기, 물에는 맛, 불에는 색깔, 공기에는 촉감이 본래의 성질로서 화합 또는 결합한다. 이것들은 극히 미세하여 감각할 수 없다. 감각의 대상이 되는 것은 그것들이 복합해서 된 결과일 따름이다.
흙 · 물 · 불 · 공기의 4원소의 극미체(極微體)는 우주가 창조되기 이전에는 화합 또는 결합이 없었고 또한 아트만과 극미체의 화합 또는 결합도 없었다. 그러나, 아트만에는 선업(善業)과 악업(惡業)이 잠재해 있으며 이것이 불가견력(不可見力)으로서 작용하게 되면 우주의 창조가 개시된다. 그러나 창조된 세계는 일정한 기간을 지속하면 아트만의 불가견력에 의해서 4원소가 차례로 분리되어 다시금 극미체로 해체 · 분산하게 된다고 우주의 발생 · 지속 · 소멸을 설명하였다.
이와 같이 우주와 인생을 설명함에 있어 물질 · 정신의 2원적 대립으로써가 아니고 또한 브라만을 유일절대로 하는 1원관(一元觀)도 아닌 다원적(多元的)인 관점에서 원소(즉, 실체) · 속성(즉, 성질 · 운동 · 보편 · 특수) · 관계(즉, 결합)의 측면으로 설명하였다.

## 용어
바이셰시카 학파의 교의 또는 철학에서 주로 사용되는 용어들의 산스크리트어와 한글 번역어들 및 영어 번역어들은 다음과 같다. 아래의 여섯 가지 원리 · 아홉 가지 실체 등보다 더 많은 원리 또는 실체가 있을 수 있지만, 이들 여섯 가지와 아홉 가지로 구분한 것은 바이셰시카 학파에서는 이들이 윤회를 벗어나 "영혼의 자유"(모크샤 · 해탈)에 이르기 위한 구도의 과정에서 반드시 깨우쳐야 할 필요가 있는 것들이라고 보기 때문이다. 특히 아홉 가지 실체는 실제적인 요가 수행을 통해 깨우쳐야(앎 · knowledge) 하는 것들("실체들")로, 수행 계위와 관련이 깊다. 바이셰시카 학파의 여섯 가지 원리 · 아홉 가지 실체에 대한 교의 또는 철학은 수행을 통해 실제로 깨우쳐야 하는 것들이 무엇인지를 명확히 말해준다는 점에서 의의가 있다.

### 여섯 가지 원리
- 여섯 가지 원리: 빠다-아르타스 (Padārthas) · 여섯 가지 범주 · 육구의(六句義) · 6가지 카테고리 · Six Categories · Six Predicables
- 원리(原理): 빠다-아르타(Padārtha) · 범주(範疇) · 구의(句義) · Category · Predicable 
여섯 가지의 원리 또는 범주가 있다. 산스크리트어 파다르타(Padārtha)의 문자 그대로의 뜻은 "낱말의 의미(meaning of a word)"로 "구의(句義: 문자 그대로는 '낱말의 의미')"라는 한역은 이러한 문자 그대로의 뜻을 쫓아서 번역된 것이다. 바이셰시카 학파에서는 인식할 수 있는 것에는 이름(낱말)을 붙일 수 있다고 본다. 따라서 "낱말의 의미"라는 말은 "인식할 수 있는 것들을 그 유형(의미)에 따라 나눈 것(범주화한 것)"을 뜻한다. 영어 낱말 "프레디커블(Predicable)"의 사전적인 의미는 "주장할 수 있는(can be asserted)" 또는 "서술할 수 있는(can be predicated)"이다.

1. 실체(實體): 드라브야(Dravya) · 실(實) · Substance · Eternal Reality
2. 성질(性質): 구나(Guṇa) · 덕(德) · Quality · Attribute
3. 운동(運動): 카르마(Karma) · 업(業) · 행(行) · Activity · Action
4. 보편(普遍): 싸만야(Sāmānya) · 동(同) · Generality · Genus
5. 특수(特殊): 비세사(Viśeṣa) · 이(異) · Particularity · Species
6. 내속(內屬): 사마바야(Samavāya) · 화합(和合) · Inherence

### 아홉 가지 실체
- 아홉 가지 실체: 드라브야스(Dravyas) · 구실(九實) · Nine Substances · Nine Eternal Realities
- 실체(實體): 드라브야(Dravya) · 실(實) · Substance · Eternal Reality
아홉 가지의 실체들 즉 드라브야들(Dravyas · 드라브야스)이 있다.

1. 흙(地): 프르트비(Pṛthvī) · 프르티비(Pṛthivī) · 지(地) · 땅 · Earth
2. 물(水): 아프(Ap) · 수(水) · Water
3. 불(火): 테자스(Tejas) · 아그니(Agni) · 화(火) · Fire
4. 공기(空氣): 바유(Vāyu) · 풍(風) · 바람 · Air
5. 아카사(空): 아카사(Ākāśa) · 공(空) · 하늘 · 허공(虛空) · 에테르 · Akasha · Ether · Aether · Æther
6. 시간(時間): 칼라(Kāla) · 때 · Time
7. 공간(空間): 디크(Dik) · 방위(方位) · Space
8. 아트만(自我): 아트만(Ātman) · 아(我) · 영혼(靈魂) · 자아(自我) · Self · Soul
참고로, 불교에서는 아트만을 아(我)라고 한역한다.
9. 마나스(意): 마나스(Manas) · 의(意) · 마음 · 심(心) · Mind
참고로, 불교의 유가유식파에서는 마나스(Manas)를 의(意) 또는 말나식(末那識)이라고 한역하며, 심(心)은 제8아뢰야식의 다른 이름 중 하나이다. 윤회의 주체이며 선업(善業)과 악업(惡業)의 업력을 함장하고 있다는 면에서, 바이셰시카 학파의 아트만은 유가유식파의 제8아뢰야식, 즉 심(心)과 유사하다. 그러나, 그 구체적인 내용은 상이하다.

### 원소·극미체·원자
- 사대 원소(四大元素 · Four Elements)와 오대 원소(五大元素 · Five Elements)
위의 아홉 가지 실체들 중 처음 네 개의 실체들인 흙 · 물 · 불 · 공기를 사대 원소(四大元素)라고 하며, 사대 원소에 아카사를 포함시킨 처음 다섯 개의 실체들을 오대 원소(五大元素)라고 한다. 산스크리트어로는 사대 원소를 통칭할 때도 부타스(Bhūtas)라고 하고, 오대 원소를 통칭할 때도 부타스(Bhūtas)라고 한다.
- 극미체(極微體): 파라마누(Paramāṇu) · 원자(原子) · Atom
각각의 복수형은 파라마누스(Paramāṇus) · 원자들 · Atoms이다. 사대 원소인 흙 · 물 · 불 · 공기가 인(因) 상태에 있을 때는 더 이상 나눌 수 없는 미진(微塵: 미세 입자)들이 되는데 이들을 파라마누스(극미체들 또는 원자들)라 한다.

## 같이 보기
- 고대 원소
- 오대 (불교)
- 유식설
- 유가유식파
- 오위백법

## 참고 문헌
- 이 문서에는 다음커뮤니케이션(현 카카오)에서 GFDL 또는 CC-SA 라이선스로 배포한 글로벌 세계대백과사전의 내용을 기초로 작성된 글이 포함되어 있습니다.
- 김사업 (1989). 《제칠말나식의 성립과 그 체성 연구》. 동국대학원 불교학과 석사학위논문.
- (영어) Bernard, Theos (1947).《Hindu Philosophy》. Philosophical Library, New York.
- Chattopadhyaya, D. (1986). 《Indian Philosophy: A Popular Introduction》 (영어). People’s Publishing House, New Delhi. ISBN 81-7007-023-6.
- Radhakrishnan, S. (2006). 《Indian Philosophy, Vol. II》 (영어). Oxford University Press, New Delhi. ISBN 0-19-563820-4.